# Sørøver Sally
Sørøver Sally er en dukkefilm-tv-serie med 13 afsnit, produceret af DR og oprindeligt sendt 28. december 1969 – 22. marts 1970. Serien blev instrueret af Per Nielsen efter manuskript af Finn Bentzen og Hanne Willumsen.
Sørøver Sally handler om drengen Frede, der møder Sørøver Sally og tager på eventyr. Andre medvirkende er Fredes lillebror Filimus, Sallys usynlige giraf Valdemar og Sallys moster Molly.

## Medvirkende
Alle medvirkende er dukker – de anførte skuespillere har lagt stemme til:
- Frede (Hanne Willumsen)
- Sørøver Sally (Annelise Alexandrovitsch)
- Filimus (Nete Schreiner)
- Moster Molly (Gotha Andersen)
- Pling-Plang (Thorkild Demuth)